# SMK-skölden
SMK-skölden, ursprungligen kallad Augustiskölden, var ett vandringspris i en tillförlitlighetstävling för motorcyklar, som anordnades 1920–1922 och 1925–1927.
Priset, som skänktes 1917 av ingenjör Gustaf L.M. Ericsson, gällde 1920–1922 endast sidvagnsmaskiner och erövrades 1922 efter tre segrar av Erik Westerberg på Harley-Davidson. År 1925 skänkte Westerberg "skölden" till Svenska Motorklubben, som uppsatte den i Majtävlingen i soloklassen. Den erövrades 1927 för alltid av Erik Westerberg, Harley-Davidson, efter tre segrar i följd.